# Novozarițke, Rozdilna
Novozarițke (în ucraineană Новозаріцьке) este un sat în comuna Zaharivka din raionul Rozdilna, regiunea Odesa, Ucraina.

## Demografie
Componența lingvistică a localității Novozarițke
     Ucraineană (93,89%)
     Rusă (4,44%)
     Română (1,67%)
Conform recensământului din 2001, majoritatea populației localității Novozarițke era vorbitoare de ucraineană (93,89%), existând în minoritate și vorbitori de rusă (4,44%) și română (1,67%).